# Sjouke Joustra
Sjouke Joustra (Amersfoort, 12 februari 1921 – Vlissingen, 7 november 1996) was een Nederlandse loods op de Westerschelde, schrijver en raadslid. Hij was de oudste zoon van Joh.A. Joustra. In het Zeeuws Maritiem muZEEum in Vlissingen worden zijn loodsenuniform, loodsenpet, monsterboekje en wat parafernalia van zijn werk als loods bewaard. In 1991 verschenen zijn memoires als verhalenbundel onder de titel Vertrouw nooit een zeeloods en andere verhalen.

## Werk
Sjouke Joustra was van 1952 tot 1976 rivierloods (ook wel binnenloods genoemd) te Vlissingen. Hij bracht schepen vanaf de rede van Vlissingen naar Antwerpen en terug. Een loods adviseert de kapitein over navigatie, speciale manoeuvres en aparte verkeersregels. Het werk, dat 's nachts doorgaat, vereist een grote kennis van de geulen, banken en ondiepten van de Westerschelde, waar een sterke stroom loopt. Mist, storm en drukte maken het werk extra moeilijk.
In de kwart eeuw dat Joustra loods was, veranderde het werk op de rivier niet veel. Aanvaringen voorkomen en het schip veilig naar zijn bestemming brengen, bleven het doel. Wel werden de werktijden beter, ging het salaris omhoog en kon, voor de terugreis uit Antwerpen, een taxi worden genomen in plaats van de trein.
Bij zijn afscheid in 1976 schatte Joustra dat hij 3500 schepen had beloodst. De totaal afgelegde afstand met deze schepen, had hij berekend, moet gelijkstaan met een loodsreis van zeven keer rond de aarde.
De herinneringen aan zijn werk als stuurman en loods publiceerde Joustra in 1991 in de bundel Vertrouw nooit een loods; een titel die door zijn uitgever De Boer Maritiem abusievelijk werd veranderd in Vertrouw nooit een zeeloods, een precisering die rivierloods Joustra nooit had bedoeld. Het boek, dat 100 pagina's telt, bevat een 'Lijst met uitdrukkingen van het district Scheldemond van het Loodswezen'.

## Leven
Anders dan zijn voor- en achternaam doen vermoeden, was Sjouke Joustra, net als overigens zijn vader en grootvader, niet afkomstig uit Friesland. Hij werd geboren in Amersfoort, waar hij ook opgroeide. Na de HBS in Amersfoort vertrok hij naar de Kweekschool voor de Zeevaart in Amsterdam, voor een stuurmansopleiding. Een deel van de oorlogsjaren bracht hij, ondergedoken, door op een zeilend binnenvaartschip.
Na de oorlog werkte hij als stuurman voor verschillende rederijen op de wilde vaart, waarbij het aanbod van vracht de route bepaalt. Afrika en vooral Zuid-Amerika waren veelvoorkomende bestemmingen. De reizen duurden vaak ettelijke maanden.
Omdat hij inmiddels getrouwd was en een dochtertje had, wilde Joustra vaker thuis zijn. Begin 1952 begon hij daarom als aspirantloods te Vlissingen voor een salaris van 273 gulden bruto per maand. Het maximum jaarsalaris lag destijds op 6500 gulden bruto per jaar. In die jaren werkten loodsen tien dagen (en nachten) achtereen waarna ze vijf rustdagen hadden.
Het echtpaar Joustra kreeg twee dochters en een zoon. De zoon, Arendo Joustra, werd later schrijver en hoofdredacteur van Elsevier.

## Nevenactiviteiten
Naast zijn werk als loods was Joustra zestien jaar (van 1958 tot 1974) lid, namens de PvdA, van de gemeenteraad van Vlissingen, en actief als bestuurslid voor uiteenlopende organisaties als de Stichting Openbare Bibliotheek, de Zeeuwse solozeiltocht, Stichting Stadsherstel Vlissingen, het Stedelijk Museum Vlissingen en, als voorzitter, van de Heemkundige Kring Walcheren (1975-1984). Voor het blad van de Heemkundige kring Walcheren, De Wete, schreef hij 17 artikelen.Vanaf de oprichting tot zijn overlijden zong hij mee in het Scheldeloodsenkoor. Van 1971 tot 1975 was hij lid van de Raad van commissarissen van de NV Haven van Vlissingen.
Zoals wel vaker voorkomt bij nieuwkomers had hij grote belangstelling voor de geschiedenis en tradities van zijn nieuwe woonomgeving. Zo had zijn tuin in Vlissingen een heg van Meidoornstruiken, zo typerend voor de kleine weggetjes op Walcheren. En hij zette zich met anderen in voor het behoud van kenmerkende gebouwen van de stad, zoals het van Dishoeckhuis. Deze patriciërswoning uit 1733 was van 1814 tot 1965 in gebruik als stadhuis en dreigde gesloopt te worden nadat het terrein was aangekocht door scheepswerf De Schelde. Uiteindelijk mislukte de redding. Zijn betrokkenheid bij een poging om ter gelegenheid van de viering van de 350ste geboortedag van Michiel Adriaenszoon de Ruyter een door Pieter A.H. Hofman gemaakt gebrandschilderd raam ter ere van de bekendste zoon van Vlissingen aan te laten brengen in de Grote of Sint-Jacobskerk, had wel succes.